# Isokaze-klasse
De Isokaze-klasse is een klasse van torpedobootjagers die dienst deed bij de Japanse Keizerlijke Marine.

## Achtergrond
De schepen van de Isokaze-klasse, genaamd Isokaze (磯風), Amatsukaze (天津風), Hamakaze (浜風) en Tokitsukaze (時津風) waren deel van het zogenaamde 8-8-plan, een expansieplan van de Japanse vloot uit 1916 dat voorzag in de bouw van acht nieuwe slagschepen en kruisers. Met de komst van de slagschepen Yamashiro en Ise kwam er vraag naar snelle torpedobootjagers die in staat waren deze te escorteren.

## Ontwerp
De schepen van de Isokaze-klasse waren een grotere en zwaarder bewapende variant van de Umikaze-klasse torpedobootjagers. Amatsukaze en Tokitsukaze beschikten over stoomturbines die gestookt werden met stookolie, de Isokaze en Hamakze hadden turbinemotoren. Deze motoren gaven alle vier de schepen een kracht van zo'n 20.000 kW waarmee ze kortstondig een topsnelheid konden halen van 34 knopen. De schepen waren bewapend met vier 120 mm-kanonnen, vijf 6,5 mm-machinegeweren en twee torpedobuizen.

## Inzet
De schepen van de Isokaze-klasse werden in gebruik genomen tijdens de laatste fase van de Eerste Wereldoorlog, desondanks zijn ze niet veel in actie geweest. Tokitsukaze is in 1918 door onbekende oorzaken in tweeën gebroken en gezonken, maar daarna geborgen en gerepareerd, om vervolgens als oefenschip in dienst te komen.
Alle schepen van de klasse zijn op 1 april 1936 uit gebruik genomen.